# Pendelebenenverfahren

Schnitt eines senkrechten Kreiskegels mit einem Kreiszylinder

Das Pendelebenenverfahren ist eine Methode der Darstellenden Geometrie, Punkte der Schnittkurve zweier Kegel oder  eines Kegels mit einem Zylinder zeichnerisch in Grund- und Aufriss zu bestimmen. Dabei werden Schnitte der Zylinder/Kegel mit Ebenen betrachtet, die aus diesen Flächen Geraden ausschneiden. Dies ist bei einem Kegel nur der Fall, wenn eine Ebene durch die Kegelspitze geht. Im Falle eines Zylinders muss die Ebene parallel zur Zylinderachse sein. 
- Will man zwei Kegel schneiden, so müssen die Hilfsebenen also durch die beiden Kegelspitzen gehen.
- Falls man einen Kegel mit einem Zylinder schneiden will, müssen die Hilfsebenen die Spitze des Kegels enthalten und parallel zur Zylinderachse sein.

In beiden Fällen haben die Hilfsebenen eine Gerade gemeinsam, sie pendeln bei der Konstruktion um diese Gerade. 
Das gewöhnliche Hilfsebenenverfahren verwendet ebene Schnitte mit parallelen Ebenen. Es lässt allerdings als ebene Schnitte auch Kreise zu. Damit ist es auch bei anderen Flächen (Kugel, Torus) einsetzbar. Wenn es möglich ist, verwendet man das gewöhnliche Hilfsebenenverfahren. Allerdings gibt es Fälle, die mit dem Hilfsebenenverfahren nicht aber mit dem Pendelebenenverfahren behandelt werden können.
Bemerkung:
1. Für den Schnitt zweier Zylinder lässt sich immer das einfachere Hilfsebenenverfahren verwenden.
2. Eine weitere Methode Schnittkurven zeichnerisch zu bestimmen, ist das Hilfskugelverfahren. Es verwendet Kugeln als Hilfsflächen und ist besonders gut geeignet für den Schnitt von Rotationsflächen, deren Rotationsachsen sich schneiden.
3. Rechnerische Verfahren zur Bestimmung von Punkten auf einer Schnittkurve werden im Artikel Schnittkurve erläutert.
4. Das Pendelebenenverfahren gibt es auch für den Schnitt zweier Pyramiden bzw. einer Pyramide mit einem Prisma (s. Fucke, Kirch, Nickel: S. 84).

## Erläuterung des Verfahrens an einem Beispiel

Prinzip des Pendelebenenverfahrens: alle Pendelebenen enthalten die Gerade und schneiden Kegel und Zylinder in Geraden

Als Beispiel soll ein gerader Kreiskegel mit einem Kreiszylinder, dessen Achse geneigt ist, geschnitten werden (s. Bild). Die Achsen von Kegel und Zylinder schneiden sich nicht. Würden sich die Achsen schneiden, könnte man das einfachere Hilfskugelverfahren anwenden. Wäre die Zylinder Achse nicht geneigt (also horizontal) so wäre das Hilfsebenenverfahren anwendbar. Also kommt für die gegebene Situation nur das Pendelebenenverfahren in Frage.
Idee des Verfahrens: Damit Ebenen aus beiden Flächen Geraden ausschneiden, müssen die Ebenen durch die Kegelspitze {\displaystyle S} gehen und parallel zur Zylinderachse verlaufen, d. h. 
- alle Pendelebenen müssen die Parallele {\displaystyle a} zur Zylinderachse durch {\displaystyle S} enthalten.

Für eine konkret gewählte Pendelebene {\displaystyle \pi } muss
1. ihr Schnitt mit dem Basiskreis des Kegels bestimmt werden. Dies liefert die Schnittgeraden {\displaystyle l_{1},l_{2}} mit dem Kegel.
2. ihr Schnitt mit einem Bodenkreis des Zylinders (hier der rechte Kreis) bestimmt werden. Dies liefert die Schnittgeraden {\displaystyle u,v} mit dem Zylinder.
3. Falls die Schnitte {\displaystyle l_{1}\cap u,l_{1}\cap v,l_{2}\cap u,l_{2}\cap v} nicht leer sind, erhält man Punkte der Schnittkurve.

Die Durchführung dieser Idee erfolgt in einer Zweitafelprojektion (Risskante ist {\displaystyle k_{12}}):
1. Die Parallele {\displaystyle a} zur Zylinderachse durch die Kegelspitze {\displaystyle S} wird in Grund- und Aufriss gezeichnet. Der Grundriss {\displaystyle a'} ist parallel zur Risskante, der Aufriss trifft im Punkt {\displaystyle T} (Spurpunkt) die Grundrisstafel.
2. {\displaystyle \varepsilon } ist die Ebene durch den (rechten) Basiskreis des Zylinders. Da {\displaystyle \varepsilon } zweitprojizierend (d. h. senkrecht auf der Aufrisstafel steht) ist, erscheint ihr Aufriss {\displaystyle \varepsilon ''} als Gerade. Der Schnitt von  {\displaystyle \varepsilon } mit der Grundrisstafel (Ebene, die den Basiskreis des Kegels enthält) ist die Gerade {\displaystyle g}.
3. Nun wird eine Pendelebene {\displaystyle \pi } durch eine (geeignete) Wahl ihrer Grundrissspur {\displaystyle s} festgelegt. Geeignet bedeutet, dass die Ebene {\displaystyle \pi } möglichst beide Flächen schneiden wird. Eine Mindestanforderung ist, dass {\displaystyle s'} den Basiskreis des Kegels schneiden muss (im Bild in den Punkten {\displaystyle L_{1},L_{2}}). Die Geraden {\displaystyle l_{1},l_{2}} sind die Schnittgeraden der Pendelebene mit dem Kegel.
4. Die Pendelebene {\displaystyle \pi } schneidet die Ebene {\displaystyle \varepsilon } in den Punkten {\displaystyle E} und {\displaystyle R}. Also ist deren Verbindungsgerade {\displaystyle w} der Schnitt der Pendelebene mit der Basiskreis-Ebene des Zylinders und der Schnitt von {\displaystyle w} mit dem Zylinderkreis liefert Schnittpunkte {\displaystyle U,V}. Parallelen {\displaystyle u,v} zur Zylinderachse durch {\displaystyle U,V} sind die Schnittgeraden der Pendelebene {\displaystyle \pi } mit dem Zylinder.
5. Die (nicht leeren) Schnitte {\displaystyle l_{1}\cap u,l_{1}\cap v,l_{2}\cap u,l_{2}\cap v} liefern zunächst Punkte der Schnittkurve zwischen Kegel und Zylinder im Grundriss, die dann über Ordner in den Aufriss übertragen werden.
6. Werden genügend viele Punkte auf diese Weise konstruiert, lassen sich mit einem Kurven-Lineal (in diesem Fall zwei) Schnittkurven zeichnen.

Pendelebenen-Verfahren: Konstruktion von Schnittpunkten in Grund- und Aufriss